# Louisa Garrett Anderson
Louisa Garrett Anderson (ur. 28 lipca 1873 w Aldeburgh, zm. 15 listopada 1943 w Brighton) – medyczka, chirurżka, sufrażystka należąca do organizacji Women’s Social and Political Union. Podczas I wojny światowej była główną chirurżką kobiecego korpusu szpitalnego.

## Rodzina
Jej matką była znana lekarka i chirurżka, Elizabeth Garrett Anderson. Ojciec, James George Skelton Anderson, był współwłaścicielem Peninsular and Oriental Steam Navigation Company. Louisa była najstarszym dzieckiem pary. Ciocią Louisy była Millicent Fawcett, znana sufrażystka. Kuzynką Louisy była doktorka Mona Chalmers Watson, która założyła Women’s Army Auxiliary Corps.

## Edukacja i kariera lekarska
Uczęszczała do St Leonards School, szkoły medycznej dla dziewcząt w Londynie. Później uzyskała licencjat z medycyny i chirurgii, a następnie zaczęła praktykę w Paryżu i Chicago.
Mimo swych kompetencji Garrett nie została przyjęta do żadnego większego szpitala. Dołączyła do personelu New Hospital for Women, który założyła jej matka. Leczono tam tylko kobiety i dzieci. Zaczynała jako asystentka, potem została główną chirurżką. Specjalizowała się w operacjach ginekologicznych.

## Działalność jako sufrażystka
Od 1903 należała do NUWSS. Organizacja domagała się prawa do głosu i edukacji dla kobiet. W 1907 Louisa dołączyła do bardziej radykalnej WSPU.
W 1910 razem z matką oraz Emmeline Pankhurst, Alfredem Caldecott, Herthą Ayrton, Elizabeth Clarke Wolstenholme-Elmy, Hildą Brackenbury oraz Sophią Duleep Singh, księżniczką pendżabską, a także 300 innymi kobietami, brała udział w rozmowach z ówczesnym premierem H.H. Asquithem.

## I wojna światowa
Gdy wybuchła I wojna światowa, Louisa wraz z Florą Murray utworzyły Womens Hospital Corp (WHC), pierwszy szpital wojskowy prowadzony przez kobiety. Wiedząc, że brytyjskie Ministerstwo Wojny odrzuci ich ofertę pomocy, WHC zaoferowało swoją pomoc Francuskiemu Czerwonemu Krzyżowi. Francuzi przyjęli tę ofertę i przebudowali jeden z hoteli w Paryżu na główną siedzibę. Anderson została tam główną chirurżką.

## Upamiętnienie
Jej nazwisko i zdjęcie (podobnie jak dane innych sufrażystek i sufrażystów) umieszczono na piedestale pomnika Millicent Fawcett przy Parliament Square w Londynie. Odsłonięto go w 2018.